# Семейное счастье (фильм)
«Семейное счастье» — советский комедийный киноальманах из четырёх новелл, снятых режиссёрами-дебютантами Сергеем Соловьёвым, Александром Шейном и Андреем Ладыниным в 1969 году. Экранизация рассказов Антона Павловича Чехова.

## Сюжет
«От нечего делать» (Дачный роман).
«…В те дни была отвратительная серая погода, располагающая к унынию и злобе…»
Скучающая, избалованная дачница, не скрываясь, беззастенчиво флиртует с воспитателем своих детей, студентом-техником Ваней Щупальцевым. За поцелуем их застаёт муж и на удивление остаётся невозмутимым. Давно понявший, что его супруга глупа и беспредельно наивна («дрянная, скверная бабёнка»), он не придаёт особого внимания случившемуся. В шутку «обманутый муж» предложил бедному студенту, как честному человеку, либо взять на себя счастье его жены, либо стреляться на дуэли.
Романтичный юноша принял всё близко к сердцу и, после тяжёлого раздумья, был готов на все условия. Удивлённый неожиданным благородством «соперника», Николай Андреевич с трудом уговаривает его не волноваться и забыть это происшествие.
«Нервы» (Страшный рассказ).
«Много таинственного и… страшного в природе…»
Наслушавшись в гостях страшных историй, Дмитрий Осипович Ваксин вернулся в свой опустевший после отъезда жены дом. Будучи человеком впечатлительным, он долго ворочался в постели, не в силах уснуть. В середине ночи в его комнату наведалась пожилая гувернантка-немка, разбуженная непонятным шумом. Обрадованный, что он не одинок, Ваксин долго не отпускал женщину от себя, и в итоге они уснули, она — на его кровати, а он на стоящем рядом сундуке. Такую картину и застала, к своему огромному удивлению, вернувшаяся рано утром хозяйка дома.
«Мститель» (Комедия).
«Семейная жизнь имеет свои неудобства…»
Вернувшийся в непривычный час домой, Фёдор Фёдорович Сигаев застаёт свою жену в объятиях любовника. Движимый чувством мести, он спешит в оружейный магазин за револьвером. Мысленно он убивает то себя, то жену, то любовника; представив последствия этого поступка, предстоящее разбирательство и суд, испугавшийся ответственности обманутый муж ушёл из магазина, унося с собой купленную ради приличия совершенно не нужную ему сеть для ловли мелкой рыбы.
«Предложение» (Шутка).
«А не жениться мне нельзя…»
Иван Васильевич Ломов, мужчина в самом расцвете лет, сватается к дочери своего соседа по имению. Радость по поводу этого события прошла после ожесточённых споров, затеянных будущими супругами. Они долго не могли прийти к общему мнению, чей на самом деле Воловий Лужок и чья собака лучше. Отец невесты принял участие в споре с такой горячностью, что чуть было не застрелил несговорчивого жениха.

## В ролях

### «От нечего делать»
- Алиса Фрейндлих — Анна Семёновна Капитонова, скучающая барыня
- Вячеслав Тихонов — Николай Андреевич Капитонов, нотариус, муж Анны Семёновны Капитоновой
- Николай Бурляев — Иван Щупальцев, студент первого курса, невольный соперник Николая Андреевича Капитонова
- Людмила Цветкова — Настя, горничная

### «Нервы»
- Николай Гриценко — Дмитрий Осипович Ваксин, помещик
- Раиса Куркина — жена Дмитрия Осиповича Ваксина
- Лидия Сухаревская — Розалия Карловна, гувернантка

### «Мститель»
- Андрей Миронов — Фёдор Фёдорович Сигаев, муж
- Алла Будницкая — жена Фёдора Фёдоровича Сигаева
- Валентин Гафт — приказчик в магазине оружия
- Александр Орлов — любовник
- Георгиос Совчис — прокурор
- Игорь Ясулович — адвокат Фёдора Фёдоровича Сигаева

### «Предложение»
- Георгий Бурков — Иван Васильевич Ломов, помещик
- Екатерина Васильева — Наталья Степановна, дочь Степана Степановича Чубукова
- Анатолий Папанов — Степан Степанович Чубуков, сосед Ломова

## Съёмочная группа
«От нечего делать»
- Автор сценария и режиссёр — Сергей Соловьёв
- Оператор — Роман Веселер
- Художник — Леонид Перцев
- Композитор — Исаак Шварц

«Нервы»
- Автор сценария — Аркадий Ставицкий
- Режиссёр-постановщик — Александр Шейн
- Оператор — Александр Рябов
- Художник — Анатолий Кузнецов
- Композитор — Исаак Шварц

«Мститель»
- Автор сценария и режиссёр — Андрей Ладынин
- Оператор — Альфредо Альварес
- Художники — Арнольд Вайсфельд, Галина Шабанова
- Композитор — Исаак Шварц

«Предложение»
- Автор сценария и режиссёр — Сергей Соловьёв
- Оператор — Владимир Чухнов
- Художник — Леонид Перцев
- Композитор — Исаак Шварц